# Shamarko Thomas
Shamarko Lanell Thomas (Virginia Beach, 23 febbraio 1991) è un giocatore di football americano statunitense che milita nel ruolo di safety per i DC Defenders della X Football League (XFL). Fu scelto nel corso del quarto giro (111º assoluto) del Draft NFL 2013 dai Pittsburgh Steelers. Al college ha giocato a football all’Università di Syracuse.

## Carriera professionistica

### Pittsburgh Steelers
Thomas fu scelto nel corso del quarto giro del Draft 2013 dai Pittsburgh Steelers. Debuttò come professionista nella settimana 1 contro i Tennessee Titans mettendo a segno un tackle. La prima gara come titolare la disputò nella settimana 3 contro i Chicago Bears. La sua stagione da rookie si concluse con 29 tackle in 14 presenze, di cui 2 come titolare. Nella successiva disputò solo 11 spezzoni di partita, con 5 tackle.

### New York Jets
Il 2 giugno 2017 Thomas firmò con i New York Jets. Il 2 settembre 2017 fu svincolato.

### Buffalo Bills
Il 3 ottobre 2017 Thomas firmò con i Buffalo Bills.